# Cypripedium ludlowii
Cypripedium ludlowii é uma espécie de orquídea terrestre, família Orchidaceae, que habita o Tibet.